# Mohammed Zahir afgán király
Mohammed Zahir (Kabul, 1914. október 15. – Kabul, 2007. július 23.) Afganisztán utolsó királya 1933-tól 1973-ig.

## Élete
Iskoláit – míg apja 1924-1928 hazája párizsi nagykövete volt – Franciaországban végezte, majd katonai tanulmányokat folytatott. Apja uralma (1929–1933) idején honvédelmi miniszterhelyettes, oktatásügyi miniszter. Apja, Nadír sah meggyilkolása után került trónra.
1933. november 8-án királlyá koronázzák. Külpolitikáját a pozitív semlegesség, belpolitikáját a feudális kötöttségek elleni óvatos, de céltudatos fellépés és kapitalista reformtörekvések jellemzik. Ennek értelmében vett részt 1964-ben az alkotmány kidolgozásában is.
1973. júliusban, míg Olaszországban gyógykezelésen volt, megfosztották hatalmától, és Afganisztánt köztársasággá kiáltották ki. A polgárháború elkerülése érdekében lemondott címéről. A száműzetését Olaszországban, Rómában töltötte.
A tálib-rezsim megdöntését követően, 2002 áprilisában visszatérhetett hazájába. Egykori kabuli palotájába költözve részt vett az új afgán törzsi nagytanács, a Loja Dzsirga munkájában.
Az Egyesült Államok által támogatott afgán kormányzat Zahir Shahnak a "nemzet atyja" címet adományozta. Ez a pozíció nem járt hivatalos hatalommal, és elsősorban szertartási, protokolláris  feladatokkal járt. Személyes befolyását arra használta, hogy törzsi vezetőket vonjon be az afgán újjáépítésbe.
2007-ben Kabulban, 93 éves korában halt meg.

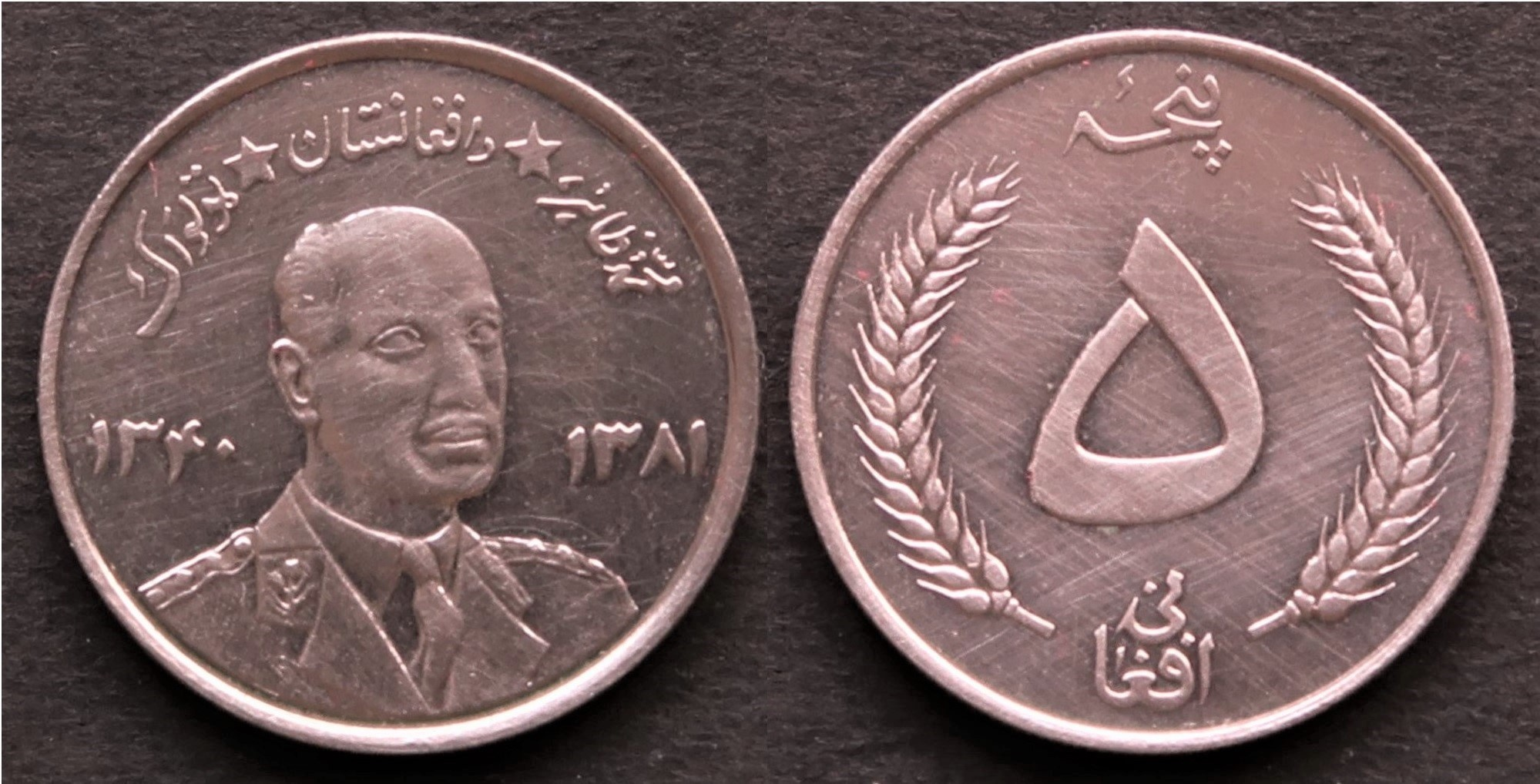
Mohammed Zahir afgán király portréja egy 1961-es, 5 afghanis érmén.
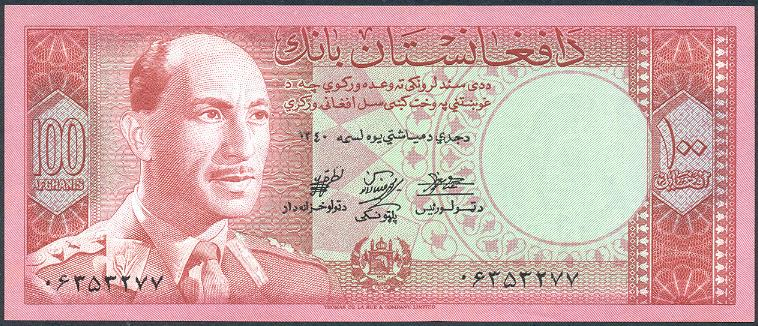
Mohammed Zahir afgán király portréja egy 1963-as, 100 afghanis bankjegyen.

## Fordítás
Ez a szócikk részben vagy egészben  a   Mohammed Zahir Shah című angol Wikipédia-szócikk fordításán alapul.  Az eredeti cikk szerkesztőit annak laptörténete sorolja fel. Ez a jelzés csupán a megfogalmazás eredetét és a szerzői jogokat jelzi, nem szolgál a cikkben szereplő információk forrásmegjelöléseként.